# Genguis Kan
Genguis Kan, de nom Temüjin o Timügin (c. 1162-1227), fou el primer emperador mongol. Combinà hàbilment les seves aptituds polítiques i militars per unificar moltes de les tribus nòmades de l'Àsia central i fundar l'Imperi Mongol, l'imperi contigu més extens de la història. Per aconseguir això conquerí la major part de l'Àsia i l'Europa de l'Est, incloent-hi la Xina, Rússia, Pèrsia i l'Orient Mitjà.
Abans de morir designà Ogodei com el seu successor i repartí el seu imperi entre els seus fills i nets, en unes unitats territorials anomenades kanats. Morí el 1227 després de derrotar els tanguts i va ser enterrat en algun lloc desconegut de Mongòlia. Els seus descendents ampliaren l'imperi per una gran part d'Euràsia, conquerint o creant estats de vassalls en el que seria l'actual Xina, Corea, el Caucas, els països asiàtics centrals, i porcions substancials de l'Europa oriental i l'Orient Mitjà. El seu net, Khublai Khan, fou el primer emperador de la dinastia Yuan de la Xina.

## Biografia

### Data de naixement i joventut
Temujin va néixer a la riba dreta del riu Onon, a la regió de Dülün Boldaq, actualment en territori rus. Rashid al-Din situa el naixement de Temujin l'any 1155, però és més probable que nasqués entre el 1162 i el 1167. El Yuanshi diu que va néixer el 1165. Ratchnevsky accepta el 1155, data que suposaria que no fou pare fins a trenta anys i que va dirigir personalment l'expedició contra els tanguts amb setanta-dos anys; segons l'Altan Tobci, la seva germana Temulin era nou anys més jove però la Història secreta dels mongols diu que Temulin era una nena durant l'atac als merkits i Genguis Kan, si hagués nascut el 1155, hauria tingut divuit anys. Zhao Hong indica que els mongols que havia interrogat no coneixien la seva edat. El seu aspecte físic és descrit pel xinès Meng Hong i el persa Djuzdjani.
El seu pare Yesugei fou assassinat pels tàtars vers el 1167, quan Temujin hauria tingut dotze anys, i el seu clan li va refusar obediència per considerar-lo massa dèbil; tot i els esforços de la seva mare Oelun (Oelun-eke = Oelun la mare), els darrers fidels el van abandonar i es van emportar els ramats. Temujin, desposseït, va quedar amb la seva mare i els seus germans Qassar, Qatchiun i Temugé i dos germanastres (fills d'una altra esposa), Bekter i Belgutai. Aquest grup va quedar reduït a la misèria, vivint a les fonts de l'Onon, en la zona de la muntanya Kentei (llavors anomenada mont Burkan Qaldun). La seva posició de cap de clan fou reclamada pels caps del clan tayitchi'ut, Tarqutaï Kiriltug i el seu germà Todoyan Girte, fills d'Ambaqaï (Ambagai), que segurament també pertanyien a la descendència del kan mongol Qaidu (Kaidu), els descendents del qual havien perdut la reialesa el 1161.
Temujin i els seus germans van sobreviure, però, gràcies a la cacera i a la pesca; un dia, el seu germanastre Bekter va arrabassar a Temujin un ocell i un peix i aquest darrer el va matar a cops de fletxa amb l'ajut del seu germà Qassar. Tarqutaï Kiriltug, que es pensava que havien mort de misèria, es va assabentar que havien sobreviscut i es va inquietar pensant que li podien reclamar la successió. Així que va enviar gent a la muntanya Kenteï i va capturar Temujin, però aquest es va poder escapar amb l'ajut del cap de la tribu dels suldus, Sorkan Chira, i dels seus fills Tchila'un i Tchimbaï.
A partir d'aquí Temujin va començar a redreçar la situació del seu clan. Va aconseguir tenir nou cavalls però vuit li foren robats per lladres de l'estepa; els va recuperar gràcies a l'ajut del jove Bo'ortchu (o Bogortchu), fill d'un cap de la tribu arulat, que des d'aleshores va esdevenir el seu lloctinent més fidel i més tard un dels seus millors generals. De mica en mica va sortir de la misèria. Va demanar al cap qongirat Dai-Setchen la mà de la seva filla Borte (o Börté; Börta Udjin = la princesa Börtä), matrimoni concertat des de llur infància. Dai-Setchen hi va accedir i li va donar com a dot unes pells de llúdria negra. Llavors Temujin va traslladar el seu campament de les fonts de l'Onon a les fonts del Kerulen.

### Vassall del kan dels kerait

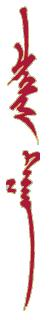
Grafia del nom

Vers l'any 1175, Temujin va anar al riu Tuul per a retre homenatge al kan dels kerait, Togrul. Togrul havia estat ajudat pel pare de Temujin i el va acollir amb simpatia, fent-lo vassall seu. Un dia Temujin fou sorprès per una banda de mongols markit dirigits per un cap anomenat Toqto'a-bäki (o Toktagha) i encara que va poder escapar-se, la seva dona Borte va ser feta presonera; llavors va obtenir l'ajut d'un cap mongol, Djamuqa de la tribu dels djadjirat, i també la del seu senyor Togrul dels kerait. Els markit foren derrotats a la vora del Bu'ura, afluent del Selenga i van haver de lliurar la presonera; uns mesos després Borte va donar a llum un fill, Jotxi, i Temujin no va voler saber si era fill seu o d'un dels segrestadors markit (concretament del markit Tchilgerboko), però aquest dubte tingué un efecte notable en el paper de la descendència de Jotxi.
Temujin i Djamuqa es van fer «germans jurats» (anda), però després es van barallar. Tots dos aspiraven a ser kan i refer l'antiga reialesa en profit propi. Al cap d'un any de pasturar a la zona de Qorgunaq Djubur a l'Onon, es van separar i Temujin va anar cap a la muntanya i Djamuqa cap al riu. Temujin estava sostingut pels clans djelair, qiyat, ba'arin i alguns representants de l'aristocràcia mongola, com el seu oncle Da'aritai-otchigin i els descendents de Qabul Khan, incloent-hi a Satcha-baqi, besnet de Qabul i net d'Oqin-barqaq, i per Altan Khan, fill de Qutula Khan, és a dir els hereus legítims de la reialesa.
Quan els mongols van elegir kan, Altan-otchigin va renunciar en favor de Temujin, pensant que era un tradicionalista i que seria un instrument dòcil. També s'havia creat una atmosfera religiosa en què algunes prediccions dels xamans dictaminaven que Temujin seria el kan dels mongols. Altan i Satcha-baki foren els primers a proclamar kan Temujin, en una data pròxima al 1194, el qual va prendre el nom de tchinggiz khan (Genguis Kan). L'etimologia del nom, encara que discutida, sembla procedir de l'uigur tengiz = oceà, i del turc dengiz = oceà, com en mongol dalai vol dir oceà; una altra teoria el fa derivar de la paraula mongola tchingga que vol dir fort o potent, Quan Altan es va adonar que el nou kan no seria un instrument a les seves mans, es va voler revoltar, però no va tenir èxit. Genguis esdevenia l'igual de Togrul, el kan kerait, però va tenir cura de declarar-se altre cop el seu vassall fidel.

### Creació de l'imperi

#### Primeres guerres
Genguis va ser pressionat perquè es vengés dels tàtars, els eterns enemics, que ja havien posat fi a la primera reialesa mongola el 1161 i havien entregat alguns membres de la família reial als Jin, que van morir executats el 1167, i havien matat el pare de Genguis. Al capdavant del moviment en favor de la guerra contra els tàtars hi havia el cap djelair Muqali o Muquli. El moment era favorable, ja que l'antiga aliança entre els Jin i els tàtars s'havia trencat i aquests darrers atacaren contínuament les fronteres del regne Jin. La cort xinesa va decidir canviar el seu sistema d'aliances i donar suport al kan kerait Togrul Khan per anar contra els tàtars. Genguis Kan, com a vassall de Togrul, el va acompanyar a la guerra. Els tàtars de Buir Nor, agafats entre els Jin, els keraits i els mongols, van ser derrotats severament a la vora del riu Uldja, i el cap tàtar Megudjin-seultu va morir. Aquests fets van passar aproximadament l'any 1198. Togrul va rebre el títol xinès de wang (rei o príncep), i des de llavors fou conegut a la història com a Wang Khan. Genguis també va rebre un títol de la cort xinesa dels Jin, però, com a vassall del wang, el seu títol fou de segon ordre.
És possible que fos llavors quan Genguis va fer matar alguns prínceps mongols que no l'havien volgut seguir a la guerra; foren executats Satcha-baqi –besnet de Qabul Khan i cap del clan jurqin–, Taitchu i Buri-boqo. Els historiadors pensen que la manca de suport a la guerra fou una excusa i que Genguis els va fer matar per desfer-se de contrincants de la línia legítima que podien aspirar a ser kakhans.
A la primavera del 1196{{La data la fixa D'Ohsson}} Togrul Khan fou enderrocat pel seu germà Erke-qara que tenia el suport d'Inantch-bilgä, kan dels naiman. Togrul va fugir cap al riu Tchu en terres dels kara khitai als quals, sense èxit, va demanar ajut. Enfrontat al rei kara khitai va haver de sortir de la cort; va deambular pel Gobi i va acabar demanant ajut a Genguis Kan. Les forces d'aquest eren encara petites però el va acollir i li va donar de tot d'acord amb el seu rang. Un altre germà de Togrul, Djagambu, va anar a buscar ajut a la cort dels Jin, però Genguis Kan el va fer cridar al seu costat, i quan va tenir dificultats per creuar el territori markit, li va enviar soldats per a protegir-lo. Amb aquest ajut Erke-qara fou derrotat i Togrul va recuperar la direcció dels kerait.
Segons la Història secreta, Togrul Khan o Wang Khan no va reconèixer aquests serveis. Sense consultar a Genguis, va iniciar una expedició contra els markit, i va fer fugir al seu cap Toqto'a Khan per la desembocadura del Selenga cap a la costa sud-est del Baikal; va matar un fill de Toqto'a i en va fer presoner un altre, així com un gran nombre de presoners i molt de bestiar i botí; contra les lleis de guerra Togrul no en va voler donar cap part a Genguis Kan. Aquest ho va passar per alt i com a fidel vassall el va acompanyar a una expedició contra els naiman on el kan Inantch-bilgä havia mort, i els dos fills Taibuqa Khan i Buyurug, s'havien repartit el territori. El primer governava sobre els clans de la plana, és a dir del costat dels llacs de la província de Kobdo, i el segon als districtes muntanyosos cap al massís de l'Altai.
El domini de Buyurug fou assolat per Togrul i Genguis Kan; Butyurug es va retirar cap al riu Urungu, perseguit fins al llac Kizilbach on finalment fou mort, o bé va trobar refugi al país kirguís A l'any següent el lloctinent de Buyurug, el general Koksegu Sabraq, va fer un inesperat contraatac a Bayidarah-betchir. Wang Khan (Togrul) va aixecar el campament sense prevenir a Genguis que va haver de fer una perillosa retirada; una vegada més Genguis Kan, segons la Història secreta, va deixar passar aquest acte i va restar un fidel vassall de Wang khan. Llavors els naiman van envair el país kerait, i Djagambu (germà de Wang Khan) i Sangun (fill de Wang Khan) van haver de fugir. Wang va cridar en ajut a Genguis Kan que li va enviar els seus «quatre grans guerrers» (dorben kulu'ud) és a dir a Bo'ortchu, Muqali, Boroqul i Tchila'un, que van salvar al darrer moment a Sangun, van expulsar els naiman de les terres kerait i van recuperar el bestiar pres pels naiman. Qassar, germà de Genguis, va acabar la campanya amb una gran victòria sobre els naiman.
Després d'aquesta campanya Wang Khan va fer una expedició contra els Tayitchi'ut que foren derrotats a la vora del riu Onon. Un enemic d'infància de Genguis Kan, el cap Tarkutai-kiriltug, va morir en la lluita en mans de Tchilaun. Al mateix temps fou mort un altre cap dels tayitchi'ut, Quduudur, i un tercer cap, Akutchu (o Autchu), va poder fugir.
Els triomfs de Wang Khan sobre els naiman i el tayitchi'ut van alarmar molts clans i es va formar una coalició en la qual van entrar el qataqin, els saldji'ut, els dorben, els tàtars i els qongirat. Però el sogre de Genguis, el qongirat Dai Sechen, va alertar al seu gendre, i quan aquest se'n va assabentar, es va avançar i va derrotar els col·ligats prop del llac Buyur.
Poc després Wang Khan estava a punt de ser enderrocat per segona vegada, ara pel seu germà Djagambu; el complot fou descobert i Djagambu va fugir al país dels naiman, mentre tres còmplices seus, Elkutur, Kulbur i Arin-taize, foren executats.
Wang Khan actuava encara com a príncep principal de Mongòlia amb Genguis Kan de vassall fidel; contra aquesta preeminència es va aixecar el cap dels djadjirat, Djamuqa, en el que van entrar alguns clans mongols hostils a Genguis Kan, els tayitchi'ut, els qongirat, els iqiräs, els qörlas, els dörben, els qataqin, els sadji'ut, els markit, els oirat, els naiman i els tàtars; aquestes tribus reunides en assemblea (en gran kuriltai) el 1201 a Alqui-bula, a la vora de l'Argun (curs inferior del Kerulen), van proclamar gurkhan (kan universal o emperador) de Mongòlia a Djamuqa.

#### La batalla de Koyitan
La batalla decisiva es va lliurar a Koyitan. Genguis va rebre la decisiva ajuda de Wang Khan. Djamuqa es va haver de retirar cap al baix Argun. Després d'aquestes victòries Genguis va fer una expedició final contra els tayitchi'ut, que foren derrotats, massacrats i els sobrevivents van esdevenir sotmesos, quedant restablerta la unitat de la tribu bordjigin. Entre els fets narrats d'aquest temps, hi ha el de la ferida de Genguis Kan, de la qual un fidel, Djelme, va xuclar la sang enverinada; o la mort del cavall de Genguis Kan en mans d'una fletxa d'un arquer tayitchi'ut (o yesut) al qual Genguis va perdonar i fou conegut en endavant com a Djebé (‘fletxa’), arquer molt precís que va esdevenir un dels principals generals del gran kan, un dels més famosos amb el seu company Subotai.
Genguis va decidir llavors (1202) castigar els assassins del seu pare, els tàtars, dirigits per Tchagan i Altchi. Derrotats els tàtars, foren massacrats en massa i els sobrevivents repartits entre les tribus mongoles. Genguis es va quedar amb dues joves tàtares, Yesui i Yesugan. Genguis havia donat ordre de no saquejar, però alguns caps no la van obeir: Altan, fill de l'antic kakhan mongol Qutula Khan, va infringir l'ordre. També ho van fer Qutchar i Daaritai, aquest darrer oncle patern de Genguis. Aquest els va castigar obligant-los a retornar el botí, i els tres homes no van tardar a passar al camp dels enemics del kan. Després de la victòria sobre els tàtars, la tribu menor dels solon, al riu Nonni, es van sotmetre i van pagar tribut.
El kan dels markit, Toqto'a, que havia estat expulsat per Wang Khan, va retornar de Transbaikàlia, i es va aliar a l'usurpador del tron naiman Buyurug, i junts van obtenir l'aliança dels dorben, restes dels tàtars, qataqin, i saldji'ut. Aquesta nova coalició va fer la guerra a Wang Khan i a Genguis Kan, però sense gaire èxit.

#### Conquesta dels kerait

L'Imperi Mongol al

Genguis va demanar pel seu fill Jotxi la mà de la princesa Tcha'ur-baqi, filla de Wang Khan, però aquest li va refusar. Sembla que Wang, ja vell, volia acabar la seva vida en pau però fou forçat a la ruptura pel seu fill Ilqa o Nilqa conegut pel seu títol xinès de tsiang-kiun del qual derivava la forma mongola sangun. Ilqa Sangun va aconsellar al seu pare de donar suport a la coalició formada per Djamuqa, que després de la seva derrota s'havia refugiat amb el kan kerait pels lligams que tenia precisament amb Ilqa. A aquest grup es va unir Altan-otchigin, l'hereu legítim de la reialesa que l'havia renunciat a favor de Genguis Kan. El 1203 es va produir la ruptura entre mongols propis i els kerait. Genguis fou convidat a una reunió de reconciliació on havia de ser capturat, però la trampa fou descoberta i Genguis Kan se'n va escapar. El kerait i els seus aliats va iniciar llavors un atac, Genguis Kan es va retirar a la serralada de Maooundur i després cap a la muntanya Alan o Nga-lan, contrafort de la cadena del Khingan, prop del naixement del Khalkha-gol.
La batalla decisiva es va produir poc després, i hi van destacar Djurchedai noyan, cap del clan uru'ud i Quyikdar, cap del clan mangud, aquest darrer va ferir Ilqa Sagun, però la superioritat numèrica d'aquests va obligar Genguis Kan a retirar-se en arribar la nit i poc després se li van unir les forces que dirigien el seu fill Ogodei (que va ser ferit) i els seus lloctinents Bo'ortchu i Boroqul. Genguis va iniciar la retirada seguint el Khalkha Gol. A la desembocadura del Khalkha Gol al Buir Nor hi vivien els qongirat, tribu de la dona de Genguis Kan; aquest va apel·lar als seus parents i fou acollit per la tribu que finalment es va passar al seu bàndol. Llavors va enviar un missatge a Wang Khan on li tirava en cara els serveis que li havia fet en el passat.
Amb un grup de fidels Genguis Kan va arribar al Tura al sud de Chita. Va passar al Baljuna l'estiu del 1203, on va convocar tots els possibles aliats i va jurar lleialtat als seus fidels seguidors en el Pacte de Baljuna, que posteriorment els va atorgar un gran prestigi. Mentrestant la coalició enemiga s'havia dissolt i alguns dels caps planejaven l'assassinat del kan kerait Wang Khan. Aquest se'n va assabentar i va atacar els conspiradors (Daaritai, Qutchar, Altan i Djamuqa) i els va obligar a fugir; es van refugiar amb els naiman, excepte Daaritai que va anar a trobar a Genguis i es va posar al seu costat.
La tardor del 1203 Genguis va sortir del Baljuna cap a l'Onon per iniciar l'ofensiva. Va enviar al seu germà Qassar a Wang Khan per demanar un tractat que en realitat ja no volia, només pretenia mantenir-lo confiat. Mentre Wang Khan enviava a Genguis Kan sang de bou (que servia per al jurament de lleialtat) el kan mongol feia una marxa secreta pel darrere i sorprenia als kerait a la muntanya Djedje'er-undur entre les fonts del Tula i del Kerulen. Destruïdes les forces kerait, Genguis Kan va sortir triomfant. Wang Khan i el seu fill Ilqa Sangun van fugir cap a l'oest al país dels naiman on Wang Khan fou mort per un oficial de nom Qorisubatchi, que no el va reconèixer. Ilqa Sangun va poder fugir i creuar el Gobi, va portar una vida de bandit a la frontera del regne dels Si-Hia a la zona d'Etsin Gol i va acabar mort obscurament a Kutcha amb els uigurs. Els kerait es van sotmetre a Genguis Kan i foren repartits entre les diverses tribus mongoles. Especial tractament va rebre Djagambu, germà de Wang khan, del qual una filla, Ibaqa-baqi, estava casada amb Genguis Kan i un fill de Genguis Kan, el més jove, Tului, estava casat amb una altra filla de Djagambu, la princesa Sorgaqtani.

#### Conquesta dels naiman
L'únic poder important que restava, una vegada els kerait sotmesos als mongols, eren els naiman, que tenien com a kan principal a Tayang, que dominaven la Mongòlia occidental (Genguis Kan dominava la Mongòlia oriental). Tots els enemics de les guerres anteriors es van unir a Tayang, com el cap djadjirat Djamuqa, el markit Toqto'a-baqi, el oirat Qutuqa-baqi, i elements de les tribus dorben, qataqin, tàtar, saldji'ut i un dels clans del kerait. Tayang, conscient del perill de l'enemic, va tractar d'obtenir l'ajut dels ongut, turcs establerts a la vora del Toqto, al nord del Shansi (el districte de Sueiyuan) on exercien com a guàrdia fronterera dels Jin, i que eren nestorians de religió; el seu cap era Alaquch-tagin, però aquest va advertir Genguis Kan i des de llavors fou el seu aliat.

#### La batalla d'Altai-su
Abans d'iniciar la guerra Genguis Kan va promulgar diverses normes. Va convocar un kuriltai o assemblea a la primavera del 1204 prop del riu Yuan-che (T'ie-mai-kai a la Història Secreta). Es van formar dos corrents: un decidit a atacar tot seguit i un altre que volia esperar a la tardor; no és clar quin va seguir Genguis. Potser fou a la tardor quan els dos exèrcits es van trobar, segons Abul Ghazi prop d'un riu de l'Altai anomenat Altai-su. Tayang es volia retirar a l'altre costat de l'Altai per esgotar l'exèrcit mongol per grans marxes i llavors agafar-lo per sorpresa en algun congost, però acusat de covardia pel seu lloctinent Qorisu-batchi, Tayang va ordenar l'atac. En arribar la nit, els mongols eren els guanyadors, tot i que el Yuanshi afirma que veient la força dels mongols, van abandonar el camp abans de la batalla. Tayang, ferit, estava a la vora de la mort, i els principals caps van anar al combat per anar a morir, i tots van caure en combat. Kutchlug, fill de Tayang, va poder fugir amb un grup nombrós cap al Irtix, però el gros del poble naiman es va sotmetre a Genguis Kan.
El cap dels markit, Toqto'a-baki, va fugir junt amb Kutchlug. Dayir Ussun, un cap markit secundari, es va sotmetre voluntàriament a Genguis i li va donar a la seva filla Kulan en matrimoni. El guarda-segells de Tayang, un uigur va passar al servei de Genguis Kan, i va formar l'embrió de la cancelleria mongola dirigida per uigurs. Fou aquest uigur el que va ensenyar als fills de Genguis a escriure mongol en caràcters uigurs i va establir que els actes imperials anessin signats i amb el segell imperial o tamgha. El 1206 Genguis va incorporar com a gran jutge a un tàtar anomenar Chigi-qutuqu, que havia adoptat i criat, i se li va encarregar de recollir en escriptura uigur però llengua mongola les decisions i sentències judicials i els repartiments de població entre els nobles mongols; les inscripcions es feien als anomenats «quaderns blaus» (Kökö däbtär) que formarien una mena de codi de jurisprudència.
Kutchlug i el príncep naiman Buyurug (germà de Tayang) van dirigir la resistència, i que Toqto'a-baki dels markit i Djamuqa dels djadjirat hi participaven a la zona de l'alt Irtix a la vora del llac Zaissan i les muntanyes Ulug tagh (és a dir a la zona muntanyosa entre el massís de l'Altai siberià, les muntanyes Tarbagatai i les muntanyes Tchingiz), però que tots quatre van morir un rere l'altre: Buyurug fou sorprès mentre casava a les muntanyes Ulug Tagh el 1206 i el 1208 Genguis Kan va anar en persona a la zona de l'Irtix i pel camí se li va sotmetre el cap oirat Qutuqa-baki, que es va unir a Genguis i li va fer de guia i Kutchlug i Toqto'a foren atacats a la vora de l'Irtix i derrotats; el segon va morir en la lluita i el primer va aconseguir fugir a territori kara khitai. Djamuqa, que portava una vida de cap de proscrits esdevinguts bandits, fou entregat pels seus propis homes. Com que Genguis i Djamuqa eren germans jurats (anda) aquest darrer fou executat a la manera dels prínceps, és a dir sense vessar la seva sang, ja que segons la religió dels xamans, l'ànima d'un home era a la sang i si es vessava l'ànima s'escapava. Les darreres bandes dels naiman foren aplanades poc després pel general mongol Subotai; la victòria final fou a la vora del riu Tcham o Djam. D'altra banda, el kirguís de l'Alt Ienissei (regions de Tannu-Ola i Minussinsk) es van sotmetre voluntàriament el 1207.

### Proclamació com a emperador (kagan)
El 1206 Genguis va reunir prop de les fonts de l'Onon una gran kuriltai o assemblea de les tribus turques i mongoles sotmeses i fou proclamat kakhan o kan suprem, que els viatgers occidentals, Plan Carpin, Guillaume de Roubrouck, Marco Polo i Oderic de Pordenone van traduir erròniament per gran kan. La proclamació com a kakhan o kan la va fer el xaman Koktchu o Tabatängri, fill del padrastre de Genguis Kan.
Tota la Mongòlia estava sotmesa i l'estendard de Genguis Kan, un estendard blanc (tuq) amb nou cues de yak esdevingué l'estendard de totes les tribus mongoles i turcomongoles. Aquesta nació unida fou anomenada els mongols (Mongol ulus = Nació mongola), i algunes vegades també els mongols blaus o kökä mongol. Alguna vegada els autors occidentals els van anomenar tàtars o tàrtars però els mongols protestaven d'aquesta denominació impròpia.
Durant un temps el xaman Koktchu va conspirar per dirigir l'imperi. Primer va provar de desfer-se de Qassar, el germà de Genguis Kan, del qual va anunciar al sobirà que si no es desfeia d'ell, estava en perill. Genguis Kan el va empresonar i el va privar d'honors, però li foren restituïts per intercessió de la reina mare Oelun-eke. Després ho va provar amb l'altre germà, Temuché Otchigin, al quam va insultar en públic. Llavors Genguis Kan, aconsellat per la seva dona Borte, va permetre a Temuché de desfer-se del xaman; un dia que Koktchu va anar amb el seu pare Munglik a visitar al kan, Temugé el va agafar i tres guàrdies li van trencar la columna vertebral (és a dir el van matar sense vessar la seva sang). El seu lloc fou ocupat pel vell Usub, de la tribu ba'arin.

## Lleis
El 1206 ja s'ha indicat que es va establir el registre de la legislació, una mena de jurisprudència al kökö däbtär; al mateix temps també fou consagrat el yassaq (literalment l'arranjament) és a dir la llei del costum consagrat pel gran kuriltai del 1206. Aquesta llei establia que el gran kan, com a representant de la força del cel, tenia autoritat sobre el poble i l'exèrcit, amb una disciplina estricta: pena de mort per l'assassinat, el robatori greu, la conspiració, l'adulteri, la sodomia, els maleficis, i altres; la desobediència civil i militar rebia greus càstigs. Aquestes normes del costum es va complementar amb uns dictats (bilik) de Genguis que s'han perdut. Aquestes lleis van canviar la societat mongola tal com descriu clarament el franciscà Giovanni da Pian del Carpine.

### Estructura social
L'estructura social l'encapçalava el gran kan i la família d'or (altan uruk) o família reial; els prínceps imperials (fills del gran kan) eren els köbegün. Les terres de pastura assignades a cada fill (els nutuk o yurt) esdevindran de fet futurs kanats. L'aristocràcia dels valerosos (bagadur) i dels caps (noyan). Per sota estaven els guerrers o fidels, homes lliures (nökur, en plural nökud), els caminants que formaven el poble més comú (arat o qaratchu) i els serfs (unaghan boghol) que en principi eren de raça no mongola.

### Exèrcit
L'exèrcit en els seus llocs dirigents estava constituït pels comandants de dotzenes (arban), de centenes (djaghun) de milers (minggan) de deu-milers (lümen). Els alts comandaments estaven exercits pels membres de la classe noyan (nobles o caps). La resta de l'exèrcit la formaven homes lliures que portaven el vell nom turc de tarkhan (mongol darqan) que tenien el privilegi de conservar el seu botí individual de la campanya o a les caceres; estaven a més a més exempts d'impostos. Alguns tarkhan, per mèrits personals, van arribar a noyan. La guàrdia personal del gran kan (kachik) estava formada per uns deu mil homes; els soldats (kächiktü, plural kächiktän) es dividien en guàrdies de dia (turqaq, plural turqa'ul) que eren un miler, i de nit (käbtaül, plural käbtäwut o käbtä'üt) que eren inicialment 800 i després 1.000; hi havia també els arquers (qortchin) que inicialment foren 400 i després 1.000. Un simple soldat de la guàrdia tenia comandament sobre 1.000 homes de la resta de l'exèrcit, i d'aquí van sortir els principals generals de Genguis Kan.
L'exèrcit estava format per tres grans cossos: l'ala esquerra (djegün gar o djun gar = mà esquerra) se situava a la part oriental i va quedar inicialment sota el comandament del cap djelair Muqali. El centre (qöl) sota el cap ba'arin Naya. I l'ala dreta (baraghun gar o barun gar = mà dreta) dirigida pel cap arulat Bo'ortchulo Bogurdji i situat a occident. L'exèrcit mongol va arribar a 129.000 homes quan Genguis Kan va morir, distribuïts en 62.000 a l'ala esquerra, 38.000 a la dreta, i la resta al centre i la reserva.

## L'imperi

Desenvolupament de les fronteres de l'Imperi Mongol des que és fundat per Genguis Kan l'any 1206 fins al 1294, quan es divideix en quatre kanats:
Horda d'Or
Txagatai
Il-kan
Dinastia Yuan

### Regne de Xixia (o Dinastia dels Xia Occidentals)
El primer objectiu militar de Genguis Kan després de la unificació, fou el regne Xixia fundat pels tanguts (parents dels tibetans) a la regió de l'Ordos i l'Alachan (al Gansu), que eren de religió budista i que per influència xinesa havien arribat a una certa cultura, amb una escriptura particular escrita en caràcters xinesos. El país fou devastat (1206-1207) però les grans fortaleses i les capitals tanguts Ning Hia i Ling-tcheou van resistir. El rei xixia Li Ngan-ts'iuan (1206-1211) es va reconèixer tributari i va poder salvar el seu tron (1207). El 1209 els mongols van tornar i va assetjar Ning-Hia (llavors anomenada Tchong-hing); va fer modificar el curs del riu Groc per conquerir-la, però aquesta obra d'enginyeria era massa complicada pels mongols i la inundació no es va produir de manera favorable. Li Ngan-ts'iuan va salvar el tron per segona vegada obtenint la pau a canvi de donar la seva filla en matrimoni a Genguis Kan (1209), i esdevenint de fet un regne vassall.

### Regne jurtxet (dinastia Jin)
Llavors Genguis Kan es va dirigir contra els Jin o jurtxets, d'ètnia tungús, la capital dels quals era Zhongdu (l'actual Pequín) i que governaven a Manxúria i el nord de la Xina (al nord del Han i el Huai). Les capitals secundàries eren Ta-ting al Jehol, Leao Yang, Tat'ong al Shanxi i Kaifeng a Henan. Genguis Kan portava un modest títol xinès que li havien donat els Jin, pels seus serveis contra els tàtars. A la mort de l'emperador Jin Zhangzong (1189-1208) Genguis es podia considerar lliure de tota relació de vassallatge i va refusar el reconeixement de la preeminència al seu successor Yongji (1209-1213) quan aquest va enviar un ambaixador. El rei Jin fou tractat d'imbecil pel gran kan, i efectivament era un titella en mans dels seus generals, i no gaudia d'una autoritat forta. La Gran Muralla Xinesa del costat de la Mongòlia era vigilada per compte dels Jin, pel poble de turcs federats anomenats ongut, cristians nestorians. El 1204 el cap ongut Alaquchtagin va decidir recolzar Genguis Kan, i els ongut van obrir les portes al conqueridor i li van lliurar la marca fronterera de la qual tenien encarregada la vigilància (1211). En premi Genguis Kan va donar a una de les filles en matrimoni a Po-yao-ho (fill d'Alaquchtagin).
Els mongols anomenaven al sobirà Jin amb el títol d'Altan Khan que vol dir rei d'or (jin=or). Genguis es presentava com el venjador dels seus parents, els oncles Oqin-barqaq i Ambagaï, però també dels antics sobirans kitan, els quals van abraçar amb entusiasme el partit mongol.
L'exèrcit mongol a cavall liderat per Genguis Khan, amb els preparatius per a la guerra ja complets, va marxar cap a la Gran Muralla a finals de març de 1211, que era la frontera entre l'Imperi Mongol i els Jin de la Xina, començant finalment la guerra de conquesta mongol contra els Jin. Genguis Kan va dirigir les operacions del 1211 i 1212, en què foren saquejats sistemàticament (sense poder ocupar les fortaleses) els districtes fronterers de Ta-t'ong (el Si-Jing dels reis Jin) a l'extrem nord del Shanxi, i la regió de Siuan-hua (llavors Siuan-to) i la de Pao-ngan, al nord del Hopei. Un dels prínceps kitan, Ye-li Liu-ko, de l'antic clan reial de Ye-liu, es va revoltar el 1212 a favor de Genguis Kan a la regió del Leao-ho al sud-oest de Manxúria, zona d'origen dels kitan, que va fer jurament de fidelitat al gran kan, i aquest li va enviar un exèrcit de socors dirigit pel noble (noyan) Djebé. El gener de 1213 Djebé i Liu-ko van ocupar Leao-yang als Jin i el príncep es va instal·lar als antics dominis dels seus ancestres com a rei de Leao sota sobirania del gran kan. Mentre Djebé conqueria Leao-yang, Genguis Kan no va aconseguir ocupar Datong, la capital occidental al nord del Shanxi fins a la victòria a la batalla de Yehuling. Fins al 1215 els mongols van assolar el regne Jin però sense reeixir mai a conquerir les fortaleses ben defensades pels guerrers tungús i protegides per la ciència xinesa en setges i fortaleses. El 1213 Genguis Kan va aconseguir dominar Siuan-hoa i va dividir les seves forces en tres cossos:
a) el primer, sota els seus fills Djoci, Txagatai i Ogodai, va penetrar cap al Shanxi central en direcció a Tai-yuan i Ping-yang que presumiblement van ocupar però van evacuar després per emportar-se el botí a zona més segura al nord.
b) El segon, sota el mateix Genguis Kan i el seu fill Tului, va baixar per la plana de Hopei on van conquerir Ho-kien-fu, i pel Shandong on van capturar Tsinan. Van sobrepassar viles fortificades com Baijing, Tcheng-ting i Ta-ming (al Hopei) i van arribar fins al sud de Shandong.
c) El tercer, sota Qassar, germà de Genguis, i el seu germà petit Temugé Otchigin, que van marxar pel golf de Petchili, cap a terres de Yong-p'ing i Leao-si
Finalment, les tropes mongoles es van reagrupar prop de Beijing per intentar-ne almenys el bloqueig (1214). L'emperador Jin Xingsheng de Jin havia estat assassinat uns mesos abans (1213) per un general anomenat Hou-cha-hou que va posar al tron a un nebot del difunt, de nom Xuanzong de Jin (1213-1223). Aquest rei va demanar la pau a Genguis Kan que la va acordar, conscient de no poder conquerir Beijing. Els Jin van pagar una gran indemnització de guerra (or, seda, tres mil cavalls, nois i noies joves, incloent-hi una princesa per a Genguis Kan) i el gran kan va retornar a Mongòlia pel Kalgan amb el seu botí (1214).
Just sortir els mongols, el rei Jin va traslladar la seva residència reial a Kaifeng. Això va fer pensar a Genguis Kan que els Jin preparaven una nova guerra i immediatament va trencar la treva i va reiniciar les hostilitats. Hopei fou envaït i el setge davant Beijing es va tornar a muntar. Un exèrcit de reforç Jin fou dispersat a Pa-tcheu entre Beijing i Ho-kien-fu. El governador de Beijing, el general Wan-yen Tcheng-huei, es va suïcidar; els mongols van entrar a la ciutat i els habitants foren massacrats i la van incendiar (1215). La destrucció de la ciutat va durar un mes, ja que els mongols no estaven interessats a posseir una ciutat. Aquestes morts i saquejos no sempre eren per sadisme o interès; els nòmades estaven desconcertats i no sabien com actuar; i encara que els homes agafaven la seva part de botí hi ha casos com el del general Qutuqu, que va refusar rebre cap part del tresor Jin, que considerà propietat del gran kan. El regne Jin va quedar reduït a la comarca de la capital Kai-fong-fu al Henan, i alguns llocs al Shensi. Entre els que llavors es van sotmetre o van passar al seu bàndol, Genguis Kan va agafar com a conseller al príncep kitan Ye-liu Tchou-ts'ai, que com a mongol serà capaç d'introduir els genguiskànides en la cultura sedentària principalment xinesa.

### Darreres operacions a la Xina
El 1215 Genguis va deixar alguns generals al país però va retirar les tropes per portar-les al Turquestan, i l'exèrcit que va quedar a territori Jin només va poder fer atacs parcials, que van afectar progressivament el regne però no li donaven el cop de gràcia. El principal general que va restar a territori Jin fou Muqali o Muquli, un dels seus millors oficials, però amb forces reduïdes (uns 23.000 homes i uns 20.000 auxiliars indígenes). El 1216 el general Samuqa va separar el Shensi i el Henan per l'ocupació de Tong-kuan que dominava la vall del riu Groc; però fou una conquesta temporal, ja que els Jin després la van recuperar com van fer amb la major part dels seus antics territoris excepte Pekín. Llavors Muqali va agafar la direcció de les operacions i en una campanya de set anys (1217-1223) en els quals va aconseguir reduir altre cop als Jin al Henan: el 1217 es va apoderar de Ta-ming a Hopei, fortalesa que havia resistit al mateix Genguis; el 1218 va ocupar les capitals dels Shensi, Tai-yuan i Ping-yang; el 1220, fou reconquerida Ta-ming, que probablement havien perdut el 1219 o abans, i conquerida la capital del Shantung, Tsinan; aquest mateix any 1220 un dels seus lloctinents va ocupar Tchangto, al nord del riu Groc; el 1221 foren conquerides diverses ciutats del nord del Shensi com Pao-ngan i Fu Tcheu; el 1222 dominaven Chang'an, l'antiga capital del Shensi; el 1223 va reconquerir Ho Tchong (moderna Pu tchetou), a l'angle sud-oest del Shansi a un colze del riu Groc, que ja havien conquerit abans però els Jin havien recuperat en un atac sorpresa. En aquesta darrera operació va morir Muqali; després de la mort del general els Jin van recuperar Ho Tchong i la lluita en aquesta zona, farcida de petites fortaleses, va esdevenir una inacabable guerra de setges. Ara els mongols es comportaven millor en els setges gràcies a l'ajut d'auxiliars kitan i jurtxen passats al seu bàndol, i pels serveis d'alguns enginyers xinesos.

### Conquesta del Turquestan
Els kitan negres o kara khitai, un estat format per una aristocràcia mongola dels kitan que governava sobre les poblacions turques islamitzades, que tenien la seva capital a Balasagun, eren dirigits per un sobirà amb el títol de gur khan (kan universal). Tenien com a vassalls a l'est als uigurs (turcs de religió budista i nestoriana) els sobirans dels quals portaven el títol de iduq qut o idiqut (santa majestat) agafat dels turcs basmil que el portaven al segle viii quan dominaven la mateixa regió; al nord als karlucs, turcs nestorians; al sud-oest als xas o shahs (després sultans) de Coràsmia (Coràsmia), turcs musulmans de la Transoxiana. Sota el gurkhan Ye-liu Tche-lu-ku, (1178-1211) l'imperi Kara Khitai havia entrat en decadència. El 1209 el idiqut Bartchuq dels uigurs va rebutjar reconèixer la sobirania del gur khan i va acceptar la de Genguis Kan; el comissari del gurkhan a Uigúria, Chaukam, que residia a Turfan o a Kara-Khodja, fou assassinat. Genguis Kan, que tenia simpatia per la cultura uigur, va donar la mà de la seva filla Alaltun (o Altun-baki) al idiqul. El 1211 el sobirà dels karlucs, Arslan, que tenia capital a Qayaligh, va desconèixer també als kara khitai i va reconèixer a Genguis Kan; el mateix va fer l'aventurer turc Buzar, que s'havia creat un regne (el regne d'Almaligh, prop de la moderna Khuldja a l'Ili Superior).
A l'estat kara khitai s'havia refugiat Kutchlug, fill de Tayang el kan dels naimans. L'acompanyaven fidels naiman i alguns markit; aquests es van anar a instal·lar a Uigúria però en foren expulsats pel sobirà dels uigurs; en canvi, Kutchlug fou acollit al país kara khitai per Tche lu-ku, a Balasagun, i li va donar la mà de la seva filla (1208). Aviat va planejar usurpar el tron del seu sogre i es va aliar a un dels vassalls d'aquest, el shah Muhammad de Coràsmia, per enderrocar al sobirà i repartir-se els territoris kara khitai; el 1210 el xa de Coràsmia es va revoltar i va atacar territori dels kara khitai; aquests van contraatacar i van ocupar Samarcanda, però mentre Kutchlug es va revoltar a la zona de l'Ili, va entrar a Uzkend on el gur khan tenia el seu tresor i es va dirigir contra Balasagun; el gur khan el va anar a combatre i el va derrotar prop de Balasagun, però al mateix temps el seu general Tayanqu era derrotat pel xa de Coràsmia prop de Talas. L'exèrcit kara khitai es va replegar cap a Balasagun però els habitants, turcs d'origen, els van tancar les portes; els soldats kara khitai van conquerir la ciutat a l'assalt i la van saquejar. Però en el mig d'aquesta anarquia, Tche-lu-ku va ser fet presoner per Kutchlug (1211); el va tractar amb deferència i fins a la seva mort el 1213 el va considerar el nominal sobirà, però Kutchlug va assolir personalment les regnes del poder efectiu. Entre 1211 i 1213 es va enfrontar amb Muhammad de Coràsmia per la delimitació de les fronteres entre ambdós; Coràsmia va governar per un temps al nord de la línia del Sirdarià cap a Otrar, Chah (Tashkend), i Sairam (Ishidjab), però finalment es va retirar al sud del riu.
Del 1211 al 1218 Kutchlug va governar l'imperi. A la Kaixgària els reietons turcs musulmans de la família dels karakhànides, eren els seus vassalls. Quan governava, el gur khan Teche-lu-ku havia empresonat al fill del kan karakhànida de Kaixgar Arslan khan Abul Modzaffer Yusuf, i a la seva mort el 1205 el seu fill Arslan khan Abul Fath Muhammad el va succeir però estava presoner; el 1211 Kutchlug el va alliberar i el va enviar com el seu representant (governador) als territoris karakhànides de Kaixgar, però els emirs de la zona van refusar acceptar-lo i el van matar (1211 o 1212). Kutchlug va fer assolar llavors la Kaixgària durant tres o dos anys (1211 o 1212 a 1213 o 1214), fins que la fam provocada per les lluites va obligar els emirs a reconèixer l'autoritat de Kutchlug. Va seguir una persecució religiosa. Kutchlug era probablement nestorià (com els naiman) i la seva dona, filla del gur khan, era budista, i ambdós volien fer renunciar als musulmans de Kaixgar i Khotan de la seva fe, i els van deixar escollir entre budisme i cristianisme; quan l'imam principal de Khotan va protestar, fou crucificat a la porta de la seva madrassa. Aquestes persecucions van abocar a la Kaixgària a simpatitzar amb els mongols.
En una data desconeguda el rei d'Almaligh, Buzar, que s'havia declarat vassall de Genguis Kan, fou sorprès per gent de Kutchlug mentre casava i va ser assassinat. Quan va atacar la ciutat d'Amaligh, la vídua, Salbak-Turkan, la va defensar i Kutchlug no la va poder ocupar. El fill del difunt Suqnaqtegin, va conservar el tron i va esdevenir un enemic de Kutchlug i un fidel aliat de Genguis Kan.
El 1218 Genguis va decidir enviar contra Kutchlug al general Djebé (Fletxa), amb 20000 homes. En principi fou enviat per protegir Almaligh però quan hi va arribar ja Kutchlug s'havia retirat cap a la Kaixgària. Balasagun i totes les ciutats de l'actual regió de Semirechie, van obrir les portes al general mongol. Djebé es va dirigir a Kaixgària on la població musulmana el va acollir com a alliberador. Djebé va impedir el pillatge amb amenaces de càstigs severs i fou saludat com una benedicció. Kutchlug va fugir cap al Pamir però fou atrapat i mort a la vora del riu Sariq-qol. Així tot el Turkestan oriental i la Regió de l'Ili, Issiq Qul, Tchu i Talas va passar a Genguis Kan, i a l'imperi dels khwrizmshahs va esdevenir terra de frontera, una frontera que era també religiosa doncs del costat mongol quedaven els pobles nestorians, budistes i xamanistes, i només la Kaixgària era de religió musulmana (encara que de cultura turca).

### Conquesta de l'Imperi Coràsmi
Les fonts primàries de la invasió mongola dels territoris musulmans són: Nessawi, secretari el 1223 del xa de Coràsmia Djalal al-Din del que va escriure la biografia (en àrab) el 1241; Djuzdjani, que el 1227 va fugir des de l'Afganistan a l'Índia per escapar a la dominació mongola i va escriure vers el 1260 el Tabaqut i Nassiri (en persa); Alà-ad-Din Juwayní (mort 1283), fill d'un persa que va entrar al servei dels mongols i ell mateix funcionari mongol que va visitar Mongòlia del 1249 al 1251 i altre cop del 1251 al 1253, que fou governador (malik) de Bagdad el 1262 i que vers el 1260 va escriure una biografia de Genguis Kan, Història del conqueridor del món, en persa Tarikh-i Djihan-kuchai; i Raixid-ad-Din (1247-1318) que per la primera meitat del segle xiii agafa sovint com a referència a Alà-ad-Din Juwayní.

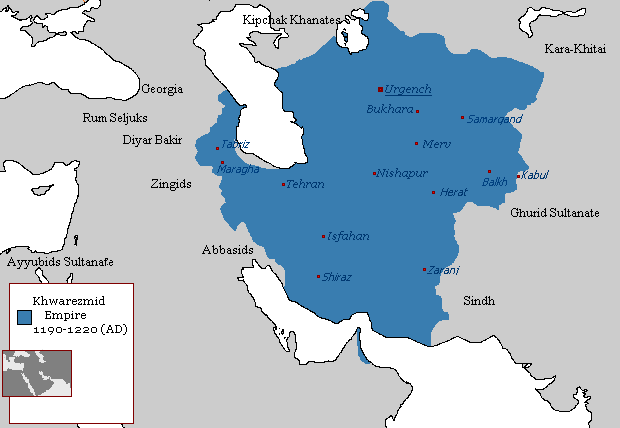
Extensió de l'imperi Corasmi el 1220

La capital de l'Imperi Coràsmia s'havia instal·lat a Samarcanda el 1212 i després a Urdjend, prop de Khiva. No hi havia una força de clan o ètnica darrere el sultà, i les poblacions eren heterogènies i l'imperi no s'havia consolidat. L'exèrcit el formaven mercenaris reclutats aquí i allà, especialment entre les tribus dels ghuz (oghuz) i els qanqli de l'estepa kirguís. La família reial estava dividida: la reina mare Turkan-khatun, mare de Muhammad Ala al-Din, detestava al fill preferit de Muhammad, el seu net Djalal al-Din, que volia erigir-se en un campió de l'islam contra els mongols pagans, i cridava a la guerra santa, però estava enfrontat amb el califa An-Nàssir, que el considerava el seu pitjor enemic i preferia als mongols, i al que en 1217 va estar a punt d'atacar. Fins i tot a Transoxiana, Muhammad s'havia guanyat l'hostilitat del clergat musulmà quan el 1216 va fer executar al xeic Medjd al-Din al-Bagdhdí de l'orde religiós dels sufites kubrawis.
La guerra era inevitable, perquè els corasmis pretenien aturrar el creixent poder mongol, tot i les intencions pacífiques de Genguis Kan. La iniciativa va sorgir dels corasmis quan van detenir a una caravana mongola a Otrar, a la frontera, en la qual viatjaven només comerciants musulmans i l'enviat mongol Uquna; els comerciants van ser assassinats per orde del governador local Inatchiq conegut pel seu títol de Qadir khan. Genguis Kan va demanar reparacions i no li foren donades.
L'estiu del 1219 els mongols van preparar el seu exèrcit a l'alt Irtix. A la tardor Genguis Kan va arribar a Qayaligh al sud-est del Baikal en territori karluc, on se li va unir el rei Arslan khan amb les seves forces; després se li van unir Suqnaqtegin, rei d'Almaligh, i Bartchu, idiqut dels uigurs, amb un total de 150.000 a 200.000 homes. Conscient de la seva inferioritat numèrica respecte als corasmis, va decidir dividir les tropes en quatre cossos: el primer dirigit per ell mateix amb Subotai, la segona per Ogodei i Txagatai Khan, la tercera per Djebé i la quarta per Jotxi.
Muhammad disposava de més forces però les va repartir en tota la línia del Sirdarià i les fortaleses de la Transoxiana, de manera que cada lloc disposava de menys efectius que els mongols. Genguis Kan va atacar per Otrar, on va quedar una divisió a les ordes de Txagatai i Ogodai, i la ciutat fou capturada després d'un llarg setge, mentre la divisió de Jotxi va baixar pel Sirdarià i va ocupar Sighnaq i Djend. Un grup de cinc mil mongols va ocupar Benaket, a l'alt Sirdarià, a l'oest de Tashkend i van assetjar Khodjend, on era governador Timur malik, que després d'una enèrgica defensa va poder fugir en barca pel riu; i el mateix Genguis Kan amb el seu fill Tului va avançar cap a Bukharà on va arribar el febrer de 1220; la guarnició turca va intentar escapar, però fou descoberta i massacrada. La població es va rendir (10 o 16 de febrer de 1220); la ciutadella, defensada per 400 homes, fou conquerida i tots els defensors massacrats. La ciutat fou saquejada metòdicament però la vida dels habitants fou respectada excepte la dels que intentaven resistir a la violència i saquejos (generalment clergues musulmans). La ciutat fou finalment destruïda per un incendi que Djuweyni pensa que fou involuntari.
De Bukharà, Genguis Kan va avançar cap a Samarcanda on se li van unir Txagatai i Ogodei que acabaven de conquerir Otrar. Un intent de sortida dels defensors va acabar en desastre i al cap de cinc dies la ciutat es va rendir (març de 1220). Igualment, fou saquejada una vegada fou buidada dels habitants (per fer el saqueig més fàcil). Un part dels pobladors foren morts però els considerats útils com artesans o treballadors qualificats foren enviats a Mongòlia. La guarnició turca, que s'havia passat voluntàriament als mongols, fou, així i tot, massacrada. En canvi, el clergat musulmà no va oferir resistència i fou respectat. Els que van sobreviure van poder tornar a Samarcanda, però només quedava gent per omplir un barri.
L'abril de 1220 fou conquerida la vella capital, Urgendj (Gurgandj) prop de Khivà, després d'un setge dirigit per Djoci i Txagatai, als que cap al final va anar a ajudar Ogodei. Tota la població fou massacrada excepte els artesans qualificats que foren enviats a Mongòlia. La ciutat fou destruïda fent passar per damunt de la població les aigües del riu Amudarià.
Muhammad Ala al-Din va fugir a Balkh i d'allí cap al Khurasan occidental refugiant-se a Nixapur primer i després a Qazwin. Genguis va enviar en persecució seva als generals Djebé i Subotai. Balkh va obrir les portes als mongols i fou perdonada rebent un governador, però Muhammad ja havia sortit de la ciutat. Nixapur també es va rendir i va enviar una delegació i Djebé anava despresa i no es va aturar acceptant la submissió. Subotai, en canvi, va saquejar Thus, Damghan i Semnan. Els dos generals van arribar a Ray (Rayy, Rai, Reyy, Reiy) on van massacrar a tots els homes i van fer esclaus a dones i criatures. Van passar al costat de Hamadan i finalment van atrapar a Muhammad a Qarun, però aquest va fugir al darrer moment i en van perdre el rastre. Llavors es van venjar i van retornar destruint Zendjan i Qazwin. Mentre Muhammad es va refugiar a un illot de la mar Càspia enfront d'Abeskun on va morir de cansament el desembre del 1220.
Després d'això Genguis Kan va creuar l'Amudarià el 1221 cap a l'Afganistan i Khurasan perseguint a les forces del xa de Coràsmia. Balkh fou ocupada i tot haver-se sotmès, fou destruïda i cremada i els habitants massacrats. Al Khurasan Genguis Kan va enviar el seu fill Tului que va ocupar per capitulació la ciutat de Merw on la major part de la població fou assassinada. (febrer del 1221) en una matança presidida per Tului, de la que només es van salvar 400 artesans; el mausoleu del soldà seljúcida Sandjar fou cremat i el sepulcre violat. La tradició diu que un clan nòmada oghuz que pasturava per la regió va emigrar cap Àsia Menor on va rebre terres del soldà seljúcida de Rum i va acabar establint l'Imperi Otomà.
Després Tului va anar cap a Nixapur que el novembre del 1220 havia rebutjat un atac del general mongol Toqutchar, gendre de Genguis Kan. Tului va conquerir la ciutat (10 d'abril de 1221) i la va destruir. La vídua de Toqutchar va presenciar la matança; per evitar simulacions els caps dels assassinats foren tallats i es van fer piràmides de caps humans. Fins i tot els gossos i gats van ser morts. Pop de Thus, els mongols van destruir el mausoleu del califa Harun ar-Raixid. Després Tului es va dirigir contra Herat, on la guarnició romania lleial al xa de Coràsmia, però on la població civil va obrir les portes als mongols; aquesta vegada els soldats foren massacrats però es va respectar la vida dels civils.
Tului es va reunir amb Genguis Kan a Talikan, on també van arribar Txagatai i Ogodai que venien d'ocupar Urgendj. Talikan fou destruïda i Genguis va travessar l'Hindu Kush per anar a assetjar Bamian. En el setge fou mort Mutugen, fill de Txagatai i net preferit de Genguis. Fou aquest qui va comunicar a Txatai la notícia i la va prohibir plorar; la ciutat fou destruïda fins als fonaments i no es va fer botí ni presoners, tot fou destruït i tots foren morts. El lloc de la ciutat fou declarat maleït.
Djalal al Din Manguberti fill del soldà de Coràsmia Muhammad, havia pogut escapar del desastre de Transoxiana i Khurasan i va poder creuar un cordó de tropes mongoles a Nish (Nissa) arribant a Ghazni on va poder reconstituir un exèrcit. Va derrotar a un cos de l'exèrcit mongol dirigit per Chigi-qutuqu a Perwan al nord de Kabul i Genguis Kan va voler venjar la derrota del seu general i va avançar cap a Ghazni, on Djalal al-Din no el va esperar; la ciutat no va oferir resistència, i Genguis Kan, volent perseguir a Djalal al-Din, la van deixar en pau de moment, retardant per més tard la seva destrucció. Finalment, va atrapar a Djalal al-Din a la vora del riu Indus i el va derrotar totalment (24 de novembre de 1221) però Djalal va poder travessar el riu armat, tot i una pluja de fletxes i llances que intentaven matar-lo, i va poder refugiar-se a la cort del soldà de Delhi (desembre de 1221). Sobre sol indi no fou perseguit fins al 1222 quan un destacament dirigit pel noble (noyan) djalair Bala, va arribar en missió de reconeixement fins a Multan, però es van retirar per causa de la calor. La família de Djalal al-Din va caure en mans dels mongols que van matar tots els mascles.
Mentre la derrota mongola a Perwan havia encoratjat la resistència, Genguis Kan va retornar a Ghazni on va matar tota la població excepte com sempre als artesans que podien ser enviats a Mongòlia. Herat, que després de la batalla de Perwan s'havia revoltat (novembre del 1221), va ser assetjada pel general mongol Aldjigidai que la va ocupar després de sis mesos (14 de juny de 1222); tota la població fou degollada i aquesta feina va ocupar una setmana. A la Ciutat de Merw els retornats a la ciutat van cometre la bogeria de matar el prefecte deixat per Tului, un persa, i proclamar a Djalal al-Din, i el general Chigi-qutuqu va anar a la ciutat i va matar fins al darrer habitant amb gran minuciositat. Fins i tot els mongols van fer veure que se n'anaven i es van amagar no gaire lluny, i quan els que s'havien pogut amagar sortien, foren sorpresos pels mongols i morts com la resta.
Els mongols ja no tenien dificultats per ocupar fortaleses. En part perquè com a salvatges, inspiraven un terror enorme a les poblacions, més que als xinesos; però principalment per utilitzar a indígenes com escuts humans, que omplien les fosses defensives i protegien als atacants mongols, encara que morien a milers; sovint aquesta gent, reclutada als poblets entorn de les ciutats emmurallades, eren vestits com a mongols i portaven banderes mongoles i això tenia encara l'efecte de què els assetjats veiessin un exèrcit atacant molt més nombrós del que era. Els escuts humans que se salvaven, bé per poca resistència o després de morir la major part, eren executats, ja que no tenien cap utilitzat.
A les ciutats conquerides, privades de 4/5 parts de la població, la resta (excepte algun cas) hi podia restar sota la direcció d'un funcionari civil anomenat darugatchi o daruqatchi, generalment uigur o persa, ajudat per alguns escrivans que poguessin mantenir els registres.
El maig del 1222 Genguis va rebre a l'Afganistan al cèlebre religiós taoista Kieu Tch'ang-tch'uen (o Kieu Tch'uk) que havia cridat de la Xina el 1220 i havia arribat des de Uigúria, Almaligh, Talas i Samarcanda. Genguis va voler conèixer les drogues de la immortalitat dels taoistes. Després Genguis Kan va tornar a Mongòlia travessant l'Amudarià la tardor del 1222, passant per Bukharà (on es va fer explicar els dogmes de la religió musulmana que va aprovar excepte la peregrinació a la Meca, ja que considerava que tot el món era la casa de deu). A Samarcanda va ordenar fer la pregària musulmana en nom seu i va declarar exempts d'impostos als imams, cadis i resta del clergat; va passar l'hivern a la ciutat i la primavera del 1223 era al nord del Sirdarià, Va establir una petita cort a la vall de Tchirtchik (afluent del Sirdarià) no lluny de Tashkend, amb tron d'or i va celebrar un kuriltai a les estepes de Qulan-bachi al nord de les muntanyes Alexandre. L'estiu va passar per les estepes del Talas i del Tchu, i a l'estiu del 1224 a la zona de l'Irtix, per arribar a Mongòlia la primavera del 1225.

### Campanyes del Caucas i Rússia
El 1220 Muhammad Ala al-Din de Coràsmia va fugir a Balkh i d'allí cap al Khurasan occidental refugiant-se a Nixapur primer i després a Qazwin. Genguis va enviar en persecució seva als generals Djebé i Subotai amb uns 25000 homes. Balkh va obrir les portes als mongols i fou perdonada rebent un governador, però Muhammad ja havia sortit de la ciutat. Nixapur també es va rendir i va enviar una delegació i Djebé anava despresa i no es va aturar, acceptant la submissió. Subotai, en canvi, va saquejar Thus, Damghan i Semnan. Els dos generals van arribar a Ray (Rayy, Rai, Reyy, Reiy) on van massacrar a tots els homes i van fer esclaus a dones i criatures.
Després del saqueig de Rayy amb la massacre de tota la població el 1220 i a petició dels musulmans, van anar a destruir el focus xiïta de Qum, on van matar la població sembla que en part obligats per motius polítics. Van passar al costat de Hamadan que es va sotmetre espontàniament i els generals es van acontentar amb un fort tribut, i finalment van atrapar a Muhammad a Qarun, però aquest va fugir al darrer moment i en van perdre el rastre.
Llavors van tirar enrere i en venjança van destruir Zendjan i segurament van conquerir a l'assalt Kazwin (Qazwin) on tota la població fou massacrada com a càstig. El darrer atabeg turc de l'Azerbaidjan, el vell Ozbeg, va comprar la seva retirada del país de Tauris (Tabriz). Per la plana de Moghan, els generals van anar a l'hivern a fer una incursió a Geòrgia on era rei Giorgi IV Lacha (el Brillant, 1212-1223); l'exèrcit georgià fou derrotat completament prop de Tblisi (febrer del 1221).
Tot i la victòria els mongols no van restar al país i després de l'èxit van tornar a l'Azerbaidjan i van saquejar Maragha utilitzant la tàctica dels escuts humans, i amb massacre de la població al final (mars del 1221). Ara els generals podien anar cap a Bagdad per destruir el califat, al mateix moment que els croats envaïen Egipte i recuperaven Damiata, però finalment van decidir anar a Hamadan on van voler cobrar altre cop tribut; la ciutat, sense recursos, va resistir, i fou presa a l'assalt, i tota la població massacrada; Hamadan fou cremada; seguidament van passar a Ardebil on igualment van saquejar la ciutat.
Llavors van retornar cap a Geòrgia; un altre cop els generals van derrotar els georgians, fent caure a la cavalleria georgiana en un parany en què fou destruïda; els mongols van saquejar el sud del país però Tblisi o Tiflis es va salvar. Tot seguit els mongols van anar cap a Xirvan, van saquejar Shamakha, i després, per Derbend, van descendir cap a les estepes del nord del Caucas on es van trobar enfront d'una coalició dels pobles de la regió: alans d'ètnia sàrmata i religió cristiana de ritu grec; lesguians, circassians, ambdós pobles caucàsics; turcs qiptchaq (cumans) (en vies d'esdevenir cristians) i altres menors. Djebé i Subotai van obtenir la defecció dels qiptchaq invocant la fraternitat turcomongola i van derrotar els altres col·ligats en combats per separats amb cadascun. Llavors van atacar els qiptchaq, als que van derrotar i els van arrabassar el botí que els havien donat. Un dels seus cap (mort pels mongols el 1223) era Yuri Kontchakovitch, que portava, per tant, un nom cristià.
Abans de ser derrotat els qiptchaq havien cridat als russos. Un dels kans, de nom Kutan, la filla del qual estava casada amb el príncep Mstislav de Galitzia o Halicz, va aconseguir del seu gendre i d'altres prínceps, una intervenció col·lectiva contra els mongols. Un exèrcit rus de 80.000 homes conduït pels prínceps d'Halicz, de Kíev, de Vladímir, de Txernigov i de Smolensk va baixar pel Dnièper i es va reagrupar prop de Khortitsa a la vora d'Alexandrov; els mongols van recular sense acceptar el combat fins que van veure a l'enemic cansat i que els diferents cossos d'exèrcit s'havien separat prou un de l'altra. Llavors es va lliurar la batalla del riu Kalka, petit riu que desaigua a la mar d'Azov prop de Mariupol. El príncep d'Halicz i els qiptchaq van atacar sense esperar als contingents de Kíev i foren derrotats i posats en fuita (31 de maig de 1222); Mstislav III de Kíev, atacat al seu campament, es va defensar durant tres dies, i finalment va capitular en condicions honorables, però els mongols no van respectar l'acord i els van matar tots. Aquesta derrota no va tenir conseqüències greus, ja que Iuri II Vsevolodovitx, el gran príncep de Vladímir, que no havia arribat a temps, va conservar intacte el seu exèrcit; i els mongols no van avançar cap a Rússia i es van acontentar de saquejar les factories genoveses de Sudak o Soldaja a Crimea, dependència políticament de l'Imperi de Trebisonda. Després Djebé i Subotai van creuar el Volga i van anar cap a Tsaritsin on van derrotar els búlgars del Kama, i als turcs qangli de l'Ural, i finalment es van reunir amb l'exèrcit mongol a les estepes al nord del Sirdarià.

## Mort

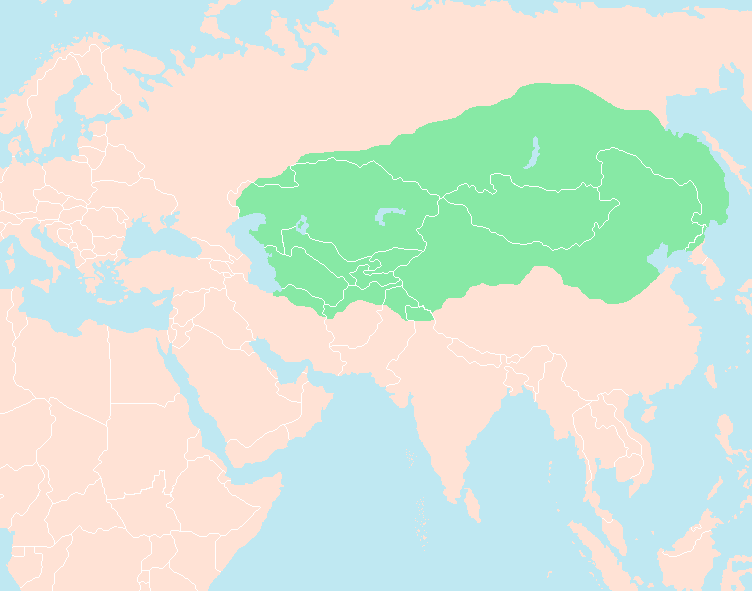
Dimensions de l'Imperi Mongol a la mort de Genguis Kan (1227)

L'hivern del 1225 Genguis Kan el va passar a Mongòlia i l'estiu del 1226 va formar un campament al riu Tula, afluent de l'Orkhon. El gran kan ja tenia setanta anys, i el seu fill gran Djoci havia rebut el govern de les estepes de la mar d'Aral i la mar Càspia. Sembla que el fill tenia idees pròpies i desacords amb el seu el pare, però no van arribar a esclatar perquè Djoci va morir sobtadament (el febrer del 1227).
Genguis Kan va dirigir una darrera campanya contra el rei de Si-Hia (Xi Xia), el seu vassall, que havia evitat enviar un contingent per la guerra contra Coràsmia. L'ambaixador tangut Acha-gambou havia fet algunes observacions poc respectuoses i Genguis Kan es va posar en marxa a la tardor del 1226 i a finals d'any va capturar Ling-tcheu; el febrer del 1227 va morir el seu fill Djoci al seu territori del riu Turgai i l'Uralsk; a la primavera va iniciar el setge de la capital Si-Hia, la ciutat modernament coneguda com a Ning-hia. Les represàlies a tot el país foren terribles com a altres llocs; a l'estiu Genguis Kan va acampar a la regió del riu Ts'ing-chuei i al districte de Long-to a l'oest de Ping-leang; allí va morir el 18 d'agost del 1227, amb setanta-dos anys, pocs dies abans de la conquesta de la capital dels Si-Hia, i conforme a la voluntat del gran kan, quan la ciutat fou conquerida, tots els habitants de Ning-hia foren degollats. Una part de la població tangut fou donada com a serfs a l'emperadriu Yesui, una de les esposes de Genguis, que l'havia acompanyat en la darrera campanya.
El cos de Genguis Kan fou enterrat prop de la muntanya sagrada de Burqan Qaldun (moderna Khentei). Genguis va morir sense saber llegir ni escriure, ni tan sols sabent parlar el turc, llengua parlada per una gran part dels mongols. Diverses universitats d'arreu del món, entre les quals destaca la Universitat de Califòrnia, han iniciat una recerca de la tomba del guerrer.

### Herència
Cadascun dels seus fills ja havia rebut en vida un cert nombre de tribus (és a dir un ulus) i un yurt (un territori) amb un indju, els ingressos necessaris per al manteniment de la cort, que sortia dels impostos pagats per les poblacions sedentàries de les parts dominades de la Xina, Turquestan i l'Iran. El repartiment era exclusivament de les terres de pastura i les terres conquerides eren terres de l'imperi, que pertanyien segons el concepte mongol a la família reial però sota el poder del kakhan.
Les terres de pastura de Djoci havien passat al seu fill Batu Khan (Sain khan = el bon khan). El dret mongol reservava a la branca major les terres més allunyades dels dominis paterns i així Djoci havia rebut les estepes a l'oest de l'Irtix amb el Semei, Aqmolinsk, Turgai o Aqtiubinsk, Uralsk, Adaj i el país de Coràsmia amb Khivà i el dret de conquesta a l'oest del Volga, anomenat terra de Qiptchaq.
El segon fill, Txagatai, va rebre les terres dels kara khitai, és a dir les terres de l'Ili, Issiq Kul (Issiq Qul), Tchu superior i el Talas i secundàriament la Transoxiana i la Kaixgària com a terres de pastura, però amb Samarcanda i Bukharà i altres ciutats com a terres del gran kan. La seva residència fou al sud de l'Ili.
El tercer fill Ogodai va rebre les terres a l'est del Baikal, el Iemil, el Tarbagatai, l'Irtix Negre i l'Urungu. El seu campament era normalment a Iemil.
I el quart fill, Tului, el més jove, era segons el dret mongol el otchigin o odjigin, guardià de la llar i, per tant, hereu del patrimoni patern primitiu a la regió entre el Tula, l'alt Onon i l'alt Kerulen. Bon general, però alcoholitzat, va morir a quaranta anys el 9 d'octubre del 1232, després d'una eficient campanya a Honan. La seva dona era una princesa kerait anomenada Soyurghaqtani o Sorgaqtani (neta de Wang Khan), que era nestoriana. Inicialment, va rebre la regència a l'espera de l'elecció d'un gran kan (1227-1229) i va rebre l'urdus patern (el palau i tendes del pare), 101.000 homes (la resta es van repartir en 4000 cadascun dels altres fills, 5000 al germà petit Temugé, 3000 al fill d'un germà de Genguis, Qatchiun (Qhajiun), 1000 als fills de Qassar, i 3000 a la família de la reina mare Oelun-eke).
També van rebre territoris els dos germans de Genguis Kan: Qassar les terres de l'Argun i el riu Khailar; i Temugé Otchigin a l'extrem oriental de Mongòlia, prop de l'antic país djurchat (moderna província de Girin).